# Zena a canta
Zena a canta, dal sottotitolo Immagini di Genova di ieri e di oggi cantate da Pucci dei Trilli, è una videocassetta del gruppo I Trilli pubblicata nel 1990 dalla AVR. 
Conteneva immagini e filmati di Genova associate ad ogni canzone, per creare dei veri e propri videoclip.

## Tracce
1. Lanterna de Zena (Anonimo del '200)
2. Canson de Cheullia (Margutti, Cappello)
3. Faela ballà ca l'è quella de peie (Anonimo dell'800)
4. Zena (Zullo, Merli)
5. Boccadaze (Carbone, Margutti)
6. America (Rosset, Guido, Rigoli)
7. Senza moae (Isopiro)
8. Piccon, dagghe cianin! (De Santis, Pesce)
9. Ma se ghe penso (Margutti, Cappello)
10. Vico drito Pontexello (Niliomi, Deliperi, Zullo)
11. Oh che bei tempi (Zullo, Merli)
12. Acontentase (Lauzi, Ceseri)